# Sportler des Jahres (DDR)

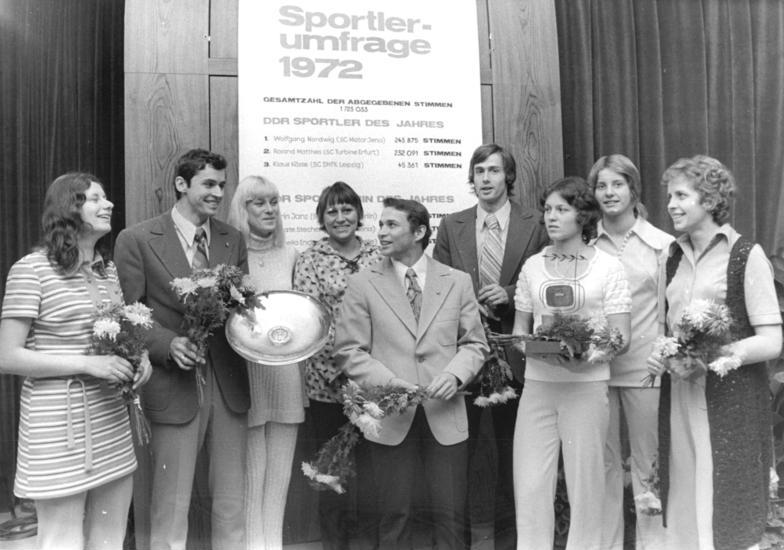
Siegerehrung der DDR-Sportlerumfrage 1972 (20. Dezember, Berlin). V. l. n. r.: Helga Seidler, Wolfgang Nordwig, Rita Kühne, Renate Stecher, Klaus Köste, Roland Matthes, Monika Zehrt, Kornelia Ender, Dagmar Luenenschloß-Käsling

In der DDR fand von 1953 bis 1989 eine Sportlerwahl im Rahmen einer Leserumfrage der Tageszeitung Junge Welt statt – im Unterschied zur Bundesrepublik, wo seit 1947 durch Sportjournalisten die Sportler des Jahres gewählt wurden.
1958 fand erstmals eine getrennte Wertung nach DDR-Sportler und DDR-Sportlerin statt, 1959 wurde die Kategorie DDR-Mannschaft des Jahres eingeführt. Bis 1989 wurden insgesamt 100 Titel vergeben, wobei der Großteil an Leichtathleten, Radsportler und Schwimmer ging (26-, 21- bzw. 17-mal). In den Einzelwertungen triumphierten bei den Herren die Radsportler mit 16 Ehrungen am häufigsten, bei den Damen ging die Auszeichnung 13-mal an die Leichtathletinnen. Die Umfrage zur DDR-Mannschaft des Jahres entschieden mit neun Ehrungen die Fußballer am häufigsten für sich.
Zur Ermittlung der Sieger durften bis 1961 beliebige Vorschläge eingereicht werden, was umfangreiche Unterschriftensammlungen von diversen Fan-Gemeinschaften ermöglichte. Ab 1962 gab die Junge Welt pro Kategorie ca. 15 Kandidaten vor, deren Namen gegen Jahresende über mehrere Wochen in einem Tippschein abgedruckt wurden. Das Konzept der DDR-Sportlerumfrage blieb in den neuen Bundesländern bis in die Gegenwart erhalten, wo Zeitungen von ihren Lesern bis heute die regionalen Sportler des Jahres ermitteln lassen.
In einzelnen Sportarten gab es ebenfalls Wahlen zum herausragenden Sportler dieser Sportart, so wurden die Handballer des Jahres geehrt.

## Mehrfache Titelträger
- Radsportler Täve Schur – neunmal
- Schwimmer Roland Matthes – siebenmal
- Leichtathletin Marita Koch – fünfmal
- Schwimmerin Kornelia Ender, Kunst- und Turmspringerin Ingrid Krämer-Gulbin – je viermal
- Leichtathlet Waldemar Cierpinski, Radsportler Bernd Drogan, Turnerin Karin Janz, Radsportler Olaf Ludwig, Schwimmerin Kristin Otto – je zweimal

## Übersicht
| Jahr | Sportler                           | Sportlerin                                   | Mannschaft |
| ---- | ---------------------------------- | -------------------------------------------- | --- |
| 1989 | Andreas Wecker Turnen              | Kristin Otto Schwimmen                       | Straßenradsport-Vierer: Mario Kummer, Maik Landsmann, Jan Schur, Falk Boden Radsport                                                                                   |
| 1988 | Olaf Ludwig Radsport               | Kristin Otto Schwimmen                       | Straßenradsport-Vierer: Uwe Ampler, Mario Kummer, Maik Landsmann, Jan Schur Radsport                                                                                   |
| 1987 | Torsten Voss Leichtathletik        | Silke Möller Leichtathletik                  | Nationalmannschaft (Frauen) Volleyball |
| 1986 | Olaf Ludwig Radsport               | Heike Drechsler Leichtathletik               | Junioren-Nationalmannschaft Fußball |
| 1985 | Jens Weißflog Skispringen          | Marita Koch Leichtathletik                   | Nationalmannschaft (Frauen) Leichtathletik |
| 1984 | Uwe Hohn Leichtathletik            | Katarina Witt Eiskunstlauf                   | Viererbob-Mannschaft: Wolfgang Hoppe, Roland Wetzig, Dietmar Schauerhammer, Andreas Kirchner Bobsport                                                                  |
| 1983 | Uwe Raab Radsport                  | Marita Koch Leichtathletik                   | Nationalmannschaft (Frauen) Volleyball |
| 1982 | Bernd Drogan Radsport              | Marita Koch Leichtathletik                   | Friedensfahrt-Mannschaft (Thomas Barth, Falk Boden, Jörg Köhler, Lutz Lötzsch, Olaf Ludwig, Andreas Petermann) Radsport                                                |
| 1981 | Lothar Thoms Radsport              | Ute Geweniger Schwimmen                      | SC Magdeburg Hallenhandball |
| 1980 | Waldemar Cierpinski Leichtathletik | Maxi Gnauck Turnen                           | Nationalmannschaft Hallenhandball |
| 1979 | Bernd Drogan Radsport              | Marita Koch Leichtathletik                   | Straßenrad-Vierer: Bernd Drogan, Hans-Joachim Hartnick, Andreas Petermann, Falk Boden Radsport                                                                         |
| 1978 | Udo Beyer Leichtathletik           | Marita Koch Leichtathletik                   | Ruder-Achter: Bernd Höing, Uwe Dühring, Harald Jährling, Friedrich-Wilhelm Ulrich, Andreas Ebert, Gerd Sredzki, Ulrich Karnatz, Matthias Schumann, Bernd Kaiser Rudern |
| 1977 | Rolf Beilschmidt Leichtathletik    | Rosemarie Ackermann Leichtathletik           | Welt- und Europacup-Mannschaft Leichtathletik |
| 1976 | Waldemar Cierpinski Leichtathletik | Kornelia Ender Schwimmen                     | Olympiamannschaft Fußball |
| 1975 | Roland Matthes Schwimmen           | Kornelia Ender Schwimmen                     | Europacup-Mannschaft (Frauen) Leichtathletik |
| 1974 | Hans-Georg Aschenbach Skispringen  | Kornelia Ender Schwimmen                     | 1. FC Magdeburg Fußball |
| 1973 | Roland Matthes Schwimmen           | Kornelia Ender Schwimmen                     | Dynamo Dresden Fußball |
| 1972 | Wolfgang Nordwig Leichtathletik    | Karin Janz Turnen                            | 4 × 400-m-Staffel (Frauen): Dagmar Käsling, Rita Kühne, Helga Seidler, Monika Zehrt Leichtathletik                                                                     |
| 1971 | Roland Matthes Schwimmen           | Karin Balzer Leichtathletik                  | 4 × 400-m-Staffel (Frauen): Rita Kühne, Ingelore Lohse, Helga Seidler, Monika Zehrt Leichtathletik                                                                     |
| 1970 | Roland Matthes Schwimmen           | Erika Zuchold Turnen                         | Nationalmannschaft (Männer) Volleyball |
| 1969 | Roland Matthes Schwimmen           | Petra Vogt Leichtathletik                    | Nationalmannschaft (Männer) Volleyball |
| 1968 | Roland Matthes Schwimmen           | Margitta Gummel Leichtathletik               | Ruder-Vierer ohne Steuermann: Frank Forberger, Dieter Grahn, Frank Rühle, Dieter Schubert Rudern                                                                       |
| 1967 | Roland Matthes Schwimmen           | Karin Janz Turnen                            | Trophy-Motorrad-Team (Klaus Halser, Peter Uhlig, Werner Salevsky, Hans Weber, Klaus Teuchert, Karlheinz Wagner) Motorsport                                             |
| 1966 | Frank Wiegand Schwimmen            | Gabriele Seyfert Eiskunstlauf                | Nationalmannschaft Fußball |
| 1965 | Jürgen May Leichtathletik          | Hannelore Suppe Leichtathletik               | Nationalmannschaft Fußball |
| 1964 | Klaus Urbanczyk Fußball            | Ingrid Krämer-Gulbin Kunst- und Turmspringen | Olympiamannschaft der DDR Fußball |
| 1963 | Klaus Ampler Radsport              | Ingrid Krämer-Gulbin Kunst- und Turmspringen | Nationalmannschaft Fußball |
| 1962 | Helmut Recknagel Skispringen       | Ingrid Krämer-Gulbin Kunst- und Turmspringen | 4 × 100-m-Lagenstaffel (Frauen): Ingrid Schmidt, Barbara Göbel, Ute Noack, Heidi Pechstein Schwimmen                                                                   |
| 1961 | Täve Schur Radsport                | Ute Starke Turnen                            | Empor Rostock Fußball |
| 1960 | Täve Schur Radsport                | Ingrid Krämer Kunst- und Turmspringen        | Friedensfahrt-Mannschaft (Täve Schur, Egon Adler, Bernhard Eckstein, Erich Hagen, Manfred Weißleder, Johannes Schober) Radsport                                        |
| 1959 | Täve Schur Radsport                | Gisela Birkemeyer Leichtathletik             | Nationalmannschaft Feldhandball |
| 1958 | Täve Schur Radsport                | Karin Beyer Schwimmen                        | – |
| 1957 | Täve Schur Radsport                | –                                            | – |
| 1956 | Täve Schur Radsport                | –                                            | – |
| 1955 | Täve Schur Radsport                | –                                            | – |
| 1954 | Täve Schur Radsport                | –                                            | – |
| 1953 | Täve Schur Radsport                | –                                            | – |

## Besonderheiten

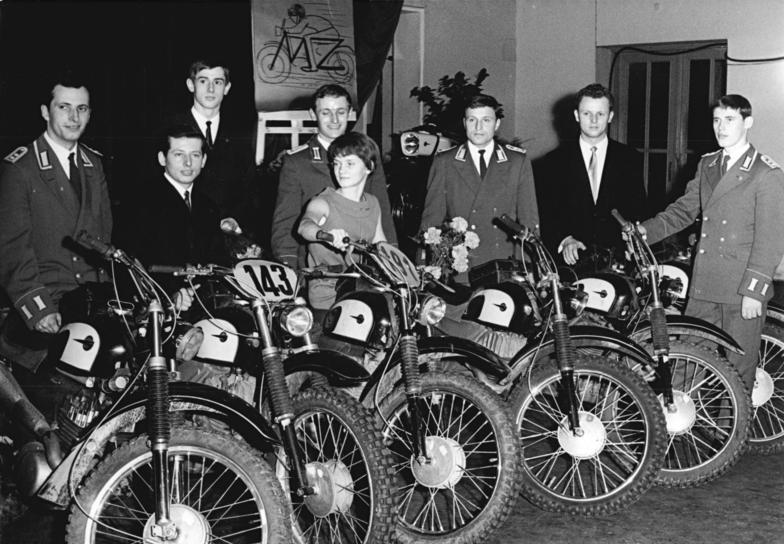
Sportler des Jahres 1967: Hans Weber, Werner Salevsky, Roland Matthes, Peter Uhlig, Karin Janz, Klaus Teuchert, Karlheinz Wagner und Klaus Halser.

1964 wurde mit dem Fußballer Klaus Urbanczyk das erste und einzige Mal ein Vertreter einer Mannschaftssportart zum DDR-Sportler des Jahres gekürt.
Im Jahr 1965 wurde der Mittelstreckenläufer Jürgen May zum Sportler des Jahres gewählt. Nachdem er 1967 in die Bundesrepublik geflüchtet war, wurde in späteren DDR-Statistiken der Zweitplatzierte des Jahres 1965, der Fußballer Peter Ducke, als offizieller Sieger ausgewiesen. Nach der politischen Wende von 1989 wurde 1990 eine neue mit Mays Namen eingravierte Siegerschale angefertigt.
Mit der siegreichen Mannschaft um die World Trophy bei der 42. Internationale Sechstagefahrt wurden 1967 das erste und einzige Mal Vertreter des Motorsports zu DDR-Sportlern des Jahres geehrt.
Die DDR-Sportlerin Christa Stubnick wurde in der Bundesrepublik unter ihrem Geburtsnamen Seliger Sportlerin des Jahres 1953. Ingrid Krämer-Gulbin, Doppel-Olympiasiegerin 1960 im Wasserspringen, wurde 1960 in beiden deutschen Staaten als Sportlerin des Jahres geehrt. Als DDR-Sportlerin des Jahres 1986 brachte es Heike Drechsler im Jahre 2000 zur nochmaligen Auszeichnung als gesamtdeutsche Sportlerin des Jahres.